# مارج سیمپسون
مارج سیمپسون (Marjorie "Marge" Simpson) از شخصیت‌های کارتون خانواده سیمپسون‌ها است. نام کامل‌تر او مارجوری سیمپسون (بوویه) است. صداپیشه این شخصیت جولی کاونر می‌باشد. مارج سیمپسون همسر شاد و صبور هومر سیمپسون است و از او به عنوان زن خانه‌دار کلیشه‌ای دهه ۵۰ آمریکا یاد می‌شود.
مارج چشمانی آبی و نافذ دارد. او به این‌که هیچ‌وقت فردی را بیرون از «گریس‌لند» ندیده که موهایی بلندتر از او داشته باشد افتخار می‌کند. هومر در جایی گوشزد کرد که مارج از هفده‌سالگی موهایش سفید شده و برای همین موها را رنگ می‌کند.
مارج سیمپسون بیشتر وقت خود را صرف خانه‌داری می‌کند. او مواظب مگی است، به لیسا کمک می‌کند و به بارت غذا می‌دهد و مواظب است که هومر زیاد بارت را اذیت نکند.
مارج بر زبان‌های فرانسوی و آلمانی هم تسلط دارد.

## مارج در پلی‌بوی
در ماه نوامبر ۲۰۰۹ بر روی جلد شماره آن ماه این مجله تصویری از مارج چاپ شد که او را به صورت نشسته بر روی یک صندلی نشان دهد. پشتی این صندلی به صورت سر یک خرگوش است که نماد مجله پلی‌بوی است. این اقدام همزمان با بیستمین سالگرد آغاز به پخش مجموعه پویانمایی سیمپسون‌ها در سراسر جهان انجام شد.
مجله پلی بوی گفته که سعی دارد با چاپ تصویر مادر سیمپسون‌ها، توجه مخاطبان جوان‌تر را به این مجله عریان‌نمایی جلب کند.